# Culex nigrescens
Culex nigrescens är en tvåvingeart som först beskrevs av Theobald 1907.  Culex nigrescens ingår i släktet Culex och familjen stickmyggor. Inga underarter finns listade i Catalogue of Life.